# Могилёвские фрески
Могилевские фрески — монументальная живопись XVII — первой половины XIX века в интерьерах культовых зданий в Могилеве, Белоруссия.
Отличался господством стилистики барокко, в начале XIX в. обнаружил признаки нового стиля — классицизма. Сыграл большую роль в отделке интерьеров культовых построек региона (см. фрески костела и монастыря кармелитов в Белыничах). С произведениями других видов искусства могилевские фрески составляли цельные ансамбли, в результате чего происходил синтез архитектуры и живописи (убранства интерьера Станиславовского костела). Могилевское сакральное искусство этого периода характеризовалась повышением профессионального уровня и ориентацией на западное искусство, с одной стороны, и стремлением к фольклорным традициям — с другой.
Произведений могилевской фресковой живописи сохранилось немного: многие фрески погибли в 1930—1970-е гг. (Иосифовский собор, Богоявленский собор, Воскресенская церковь), другие скрыты под известковыми напластованиями (Покровская церковь).